# Établissement financier
Un établissement financier est une entreprise qui s'occupe d'affaires financières, comme les banques, les sociétés de fiducie, les sociétés de courtage de valeurs, les compagnies d'assurances, les sociétés de crédit-bail et les investisseurs institutionnels.